# Klasická hebrejština
Klasická hebrejština je archaická forma hebrejštiny, jíž je zapsána hebrejská bible (proto často také nazývána biblická hebrejština), část svitků od Mrtvého moře a různé další nápisy.

## Prameny a vývoj

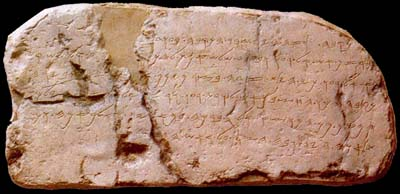
Šiloašský nápis z Chizkijášova tunelu (okolo 700 př. n. l.)

### Prameny
Vývoj klasické hebrejštiny se dělí do dvou období: starší klasická hebrejština (10.–6. století př. n. l.) a mladší klasická hebrejština (6.–1. století př. n. l.). Od 2. století př. n. l. vstoupila klasická do přechodového období, na jehož konci se přeměnila v mišnaickou hebrejštinu.
Mezi prameny pro poznání klasické hebrejštiny kromě hebrejské bible slouží také zemědělský kalendář z Gezeru (10. stol.), ostraka ze Samaří (8. stol.), šíloašský nápis z Jeruzaléma (okolo 700), ostraka z Lakiše (okolo 600). Dalším důležitý zdroj představují svitky od Mrtvého moře a další nápisy nalezené v této oblasti.

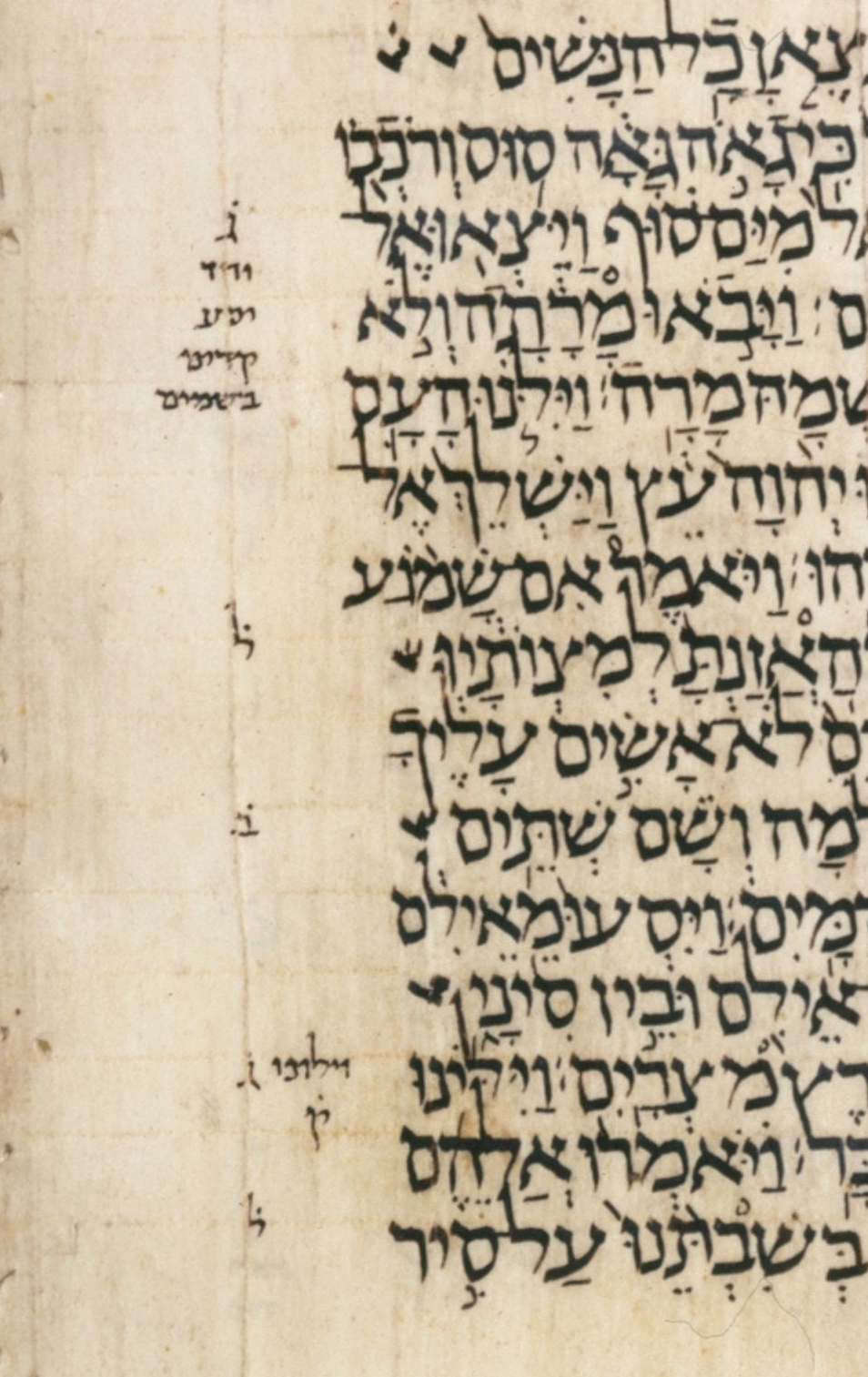
Codex Leningradensis, nejstarší ucelený hebrejský text Bible z roku 1008

### Vývoj
Hebrejština se utvořila zřejmě ve 14–12. století. Nejednalo se o homogenní jazyk, nýbrž o souhrn různých nářečí. Po různých dialektech však v dochovaných textech zbyly jen stopy a zmínky. Mnohem více zvláštností pak vykazují texty od Mrtvého moře. Hebrejština ovšem mezi Izraelity převládala jen do 7. století. S rostoucím asyrským a později babylonským vlivem na Palestinu rostl i vliv aramejštiny. Aramejština zprvu sloužila jako diplomatický jazyk, rozhodujícím faktorem bylo nicméně dobytí izraelského (722) a judského království (586). Aramejština se pak stala běžnou řečí a hebrejštinu vytlačila do pozice jazyka literatury a vzdělanců. I tato hebrejština ovšem podléhala silnému vlivu aramejské gramatiky a slovní zásoby až se nakonec proměnila v mišnaickou hebrejštinu.
Zvyklosti ve výslovnosti se ustálily značně pozdě, a to až v 1. století n. l.. Bylo to dáno zejména tím, že klasická hebrejština zapisovala pouze konsonanty. V 1. století se rovněž definitivně ustálil starozákonní text, jenž byl teprve v 9. století doplněn vokály (tzv. masoretský text). Vznikly tři hlavní systémy vokalizace: babylonský, palestinský a tiberiadský. Nakonec se prosadila tiberiadská vokalizace, kterou vytvořila rodina ben Ašerů.
Dnešní studijní vydání hebrejské bible vychází zpravidla z vokalizovaného textu Leningradského kodexu, který sice není zdaleka nejstarším biblickým textem, pochází až z roku 1008, je však nejstarším dochovaným kompletním textem.

## Hebrejské písmo
K zápisu klasické hebrejštiny se používaly dva základní typy hebrejského písma. V období 10. – 6. století př. n. l. se pro zápis hebrejštiny používalo tzv. paleohebrejské písmo, jež představovalo modifikaci fonického písma. S rostoucím vlivem aramejštiny se však k zápisu hebrejského textu stále více užívaly aramejské znaky, jež byly pro zápis hebrejštiny uzpůsobeny do podoby tzv. kvadrátního písma.
Hebrejština se zapisuje zprava doleva pomocí 22 konsonantů, které tvoří hebrejskou abecedu. Moderní edice hebrejské bible sice obsahují také vokály, akcenty a další znaky a poznámky, jedná se však o systém vokalizace, jenž byl vyvinut až v 9. století n. l. a slouží jako pomůcka ke správnému čtení posvátného hebrejského textu.

## Příklady

### Číslovky
| Klasická hebrejština | Česky |
| aħad                 | jeden |
| šənaym               | dva   |
| šalōš                | tři   |
| ʔrbaʕ                | čtyři |
| χaməš                | pět   |
| šəš                  | šest  |
| šabaʕ                | sedm  |
| šmōne                | osm   |
| təšaʕ                | devět |
| ʔeɬer                | deset |